# Clavulinopsis boninensis
Clavulinopsis boninensis är en svampart som först beskrevs av S. Ito & S. Imai, och fick sitt nu gällande namn av Corner 1950. Clavulinopsis boninensis ingår i släktet Clavulinopsis och familjen fingersvampar.   Inga underarter finns listade i Catalogue of Life.